# Tales of the Grim Sleeper
Tales of the Grim Sleeper è un documentario del 2014 dedicato alla vicenda del criminale Lonnie David Franklin Jr., meglio noto come Grim Sleeper, prodotto da HBO e diretto da Nick Broomfield.